# ARFU Asian Rugby Championship 2006-2007
L'Asian Rugby Championship 2006-07 (in inglese 2006-07 ARFU Asian Rugby Championship) fu il 20º campionato asiatico di rugby a 15 organizzato dall'ARFU, organismo continentale di governo della disciplina.
La sua prima divisione si tenne tra il 19 e il 25 novembre 2006 e costituì l'ultimo turno delle qualificazioni asiatiche alla Coppa del Mondo 2007.
Originariamente prevista a Colombo, capitale dello Sri Lanka, fu trasferita a Hong Kong a causa di tumulti politici esplosi nel Paese, che misero a rischio la sicurezza del torneo e dei partecipanti e disputata nella stessa finestra temporale, per impossibilità tecnica di differire la competizione, dovendo essa esprimere due squadre per le qualificazioni mondiali.
Fu l'ultima edizione con tale formato e con tale denominazione: dal 2008 l'ARFU unificò tale torneo con le Asian Series e diede vita all'Asian Five Nations.
A vincere il torneo fu il Giappone, campione asiatico per la quindicesima volta, che vinse a punteggio pieno battendo dapprima Hong Kong per 52-3 e, successivamente, la Corea del Sud per 54-0 guadagnando la qualificazione alla Coppa del Mondo di rugby 2007; i coreani, autori della vittoria contro Hong Kong, giunsero secondi e dovettero tentare la qualificazione attraverso i ripescaggi interzona.
Colombo riuscì a organizzare, con un anno di rinvio sulla scadenza originale, le due divisioni inferiori del torneo: la prima, con 6 squadre su due gironi, fu vinta dal Kazakistan che batté proprio i padroni di casa dello Sri Lanka, mentre invece la terza divisione, a girone unico, fu vinta dall'Iran davanti a India e Pakistan.

## Squadre partecipanti
| Divisione 1   | Divisione 2 | Divisione 2   | Divisione 3 | Divisione 3 |
| Divisione 1   | Girone A    | Girone B      | Divisione 3 | Divisione 3 |
| ------------- | ----------- | ------------- | ----------- | ----------- |
| Corea del Sud | Cina        | Kazakistan    | India       |             |
| Giappone      | Malaysia    | Taipei cinese | Iran        |             |
| Hong Kong     | Sri Lanka   | Thailandia    | Pakistan    |             |

## Divisione 1
| Arbitro: | Chris Pollock |

|            |      |                                                                                        |
|            | mt   | 2’, 13’, 32’ O’Reilly 7’ Yamamoto 27’ Ono 35’ Ōhata 59’ Onozawa 71’ Akatsuka 79’ Aruga |
|            | tr   | 59’, 71’ Aruga                                                                         |
| Naylor 17’ | c.p. | 40+3’ Sawaki                                                                           |

| Arbitro: | James T. Leckie |

|           |      |                      |
| Yin 40+1’ | mt   | 12’, 26’ Kim 63’ Cho |
|           | tr   | 12’ Chae             |
|           | c.p. | 3’, 51’ Chae         |

| Arbitro: | Chris Pollock |

|                                                                                     |    |  |
| Yamamoto 10’ Aruga 16’ Vatuvei 31’ O’Reilly 40+2’ Ōhata 50’, 58’, 72’ Onozawa 80+3’ | mt |  |
| Aruga 10’, 16’, 31’, 40+2’, 58’, 72’, 80+3’                                         | tr |  |

### Classifica
|  | Squadra       | G | V | N | P | P+  | P- | P±   | PT |
|  | ------------- | - | - | - | - | --- | -- | ---- | -- |
|  | Giappone      | 2 | 2 | 0 | 0 | 106 | 3  | +103 | 6  |
|  | Corea del Sud | 2 | 1 | 0 | 1 | 23  | 59 | -36  | 4  |
|  | Hong Kong     | 2 | 0 | 0 | 2 | 8   | 75 | -67  | 2  |

## Divisione 2

### Girone A
| Data            | Incontro             | Risultato | Sede    |
| --------------- | -------------------- | --------- | ------- |
| 3 novembre 2007 | Sri Lanka — Cina     | 26-10     | Colombo |
| 5 novembre 2007 | Cina — Malaysia      | 56-6      | Colombo |
| 7 novembre 2007 | Sri Lanka — Malaysia | 77-3      | Colombo |

#### Classifica
|  | Squadra   | G | V | N | P | P+  | P-  | P±   | PT |
|  | --------- | - | - | - | - | --- | --- | ---- | -- |
|  | Sri Lanka | 2 | 2 | 0 | 0 | 103 | 13  | +90  | 4  |
|  | Cina      | 2 | 1 | 0 | 1 | 66  | 32  | +34  | 2  |
|  | Malaysia  | 2 | 0 | 0 | 2 | 9   | 133 | -124 | 0  |

### Girone B
| Data            | Incontro                   | Risultato | Sede    |
| --------------- | -------------------------- | --------- | ------- |
| 3 novembre 2007 | Kazakistan — Thailandia    | 69-21     | Colombo |
| 5 novembre 2007 | Taipei cinese — Thailandia | 27-16     | Colombo |
| 7 novembre 2007 | Kazakistan — Taipei cinese | 29-0      | Colombo |

#### Classifica
|  | Squadra       | G | V | N | P | P+ | P- | P±  | PT |
|  | ------------- | - | - | - | - | -- | -- | --- | -- |
|  | Kazakistan    | 2 | 2 | 0 | 0 | 98 | 21 | +77 | 4  |
|  | Taipei cinese | 2 | 1 | 0 | 1 | 27 | 45 | -18 | 2  |
|  | Thailandia    | 2 | 0 | 0 | 2 | 37 | 96 | -59 | 0  |

### Finale
| Arbitro: | Tony Wolfe |

|                               |      |                                |
| Kumar 80’                     | mt   | 9’, 30’ Čerkašin 75’ Akymberov |
| Kumar 10’ Buksh 50’, 55’, 60’ | c.p. | 15’, 30’, 51’ Liftanov         |

## Divisione 3
| Data            | Incontro         | Risultato | Sede    |
| --------------- | ---------------- | --------- | ------- |
| 4 novembre 2007 | India — Pakistan | 19-0      | Colombo |
| 6 novembre 2007 | Iran — Pakistan  | 32-3      | Colombo |
| 8 novembre 2007 | Iran — India     | 39-7      | Colombo |

Classifica
|  | Squadra  | G | V | N | P | P+ | P- | P±  | PT |
|  | -------- | - | - | - | - | -- | -- | --- | -- |
|  | Iran     | 2 | 2 | 0 | 0 | 71 | 10 | +61 | 4  |
|  | India    | 2 | 1 | 0 | 1 | 26 | 39 | -13 | 2  |
|  | Pakistan | 2 | 0 | 0 | 2 | 3  | 51 | -48 | 0  |